# Corroboratie
Corroboratie is een maat voor de weerstand die een hypothese of theorie heeft geboden tegen pogingen tot weerlegging.
Volgens Popper was er geen sprake van verificatie bij een succesvol verlopen cruciale test, aangezien het niet uitgesloten kan worden dat er in de toekomst een test wordt uitgevoerd die de theorie weerlegt. Een positief resultaat betekent wel dat er sprake is van corroboratie, de theorie wordt versterkt. Hierdoor krijgt de theorie een hogere corroboratiegraad of waarschijnlijkheidsgraad van juistheid. In het ideale geval worden alle andere theorieën wel weerlegd door de test, wat de betreffende theorie verder versterkt. Popper pleitte daarmee tegen de inductieve methode van confirmatie en voor de deductieve methode van falsificatie.